# 洛伊·E·迪士尼
洛伊·愛德華·迪士尼, KCSG（英語：Roy Edward Disney，1930年1月10日－2009年12月16日）是洛伊·奥利弗·迪士尼独子与华特·迪士尼侄子。唯一参与华特迪士尼公司行政管理层治理企业的创始人儿女暨最后一位迪士尼家族成员。
小洛伊的父亲老洛伊和叔叔华特共同创办了华特迪士尼公司，成为全球著名的企业家。在叔叔与父亲接连去世后身负重任继承父业，将陷入混乱斗争中的营运导入稳定。在他最终退休去世时总计持有超过公司1600万股股份（约占公司总股本1％）,，并担任公司顾问与担任董事会名誉董事。他最出名的事蹟可能就是组织两位迪士尼高层主管的罢免：1984年的羅恩·威廉·米勒與2005年的麥可·艾斯納。
作为迪士尼家族最后一位积极参与公司的成员，罗伊·迪士尼的成就经常被拿来和他叔叔和父亲相比论。2006年，福布斯杂志估计他的个人财富为12亿美元。曾任迪士尼董事长兼执行长的罗伯特·艾格早年曾是其直属部下。

## 早年生活和事業

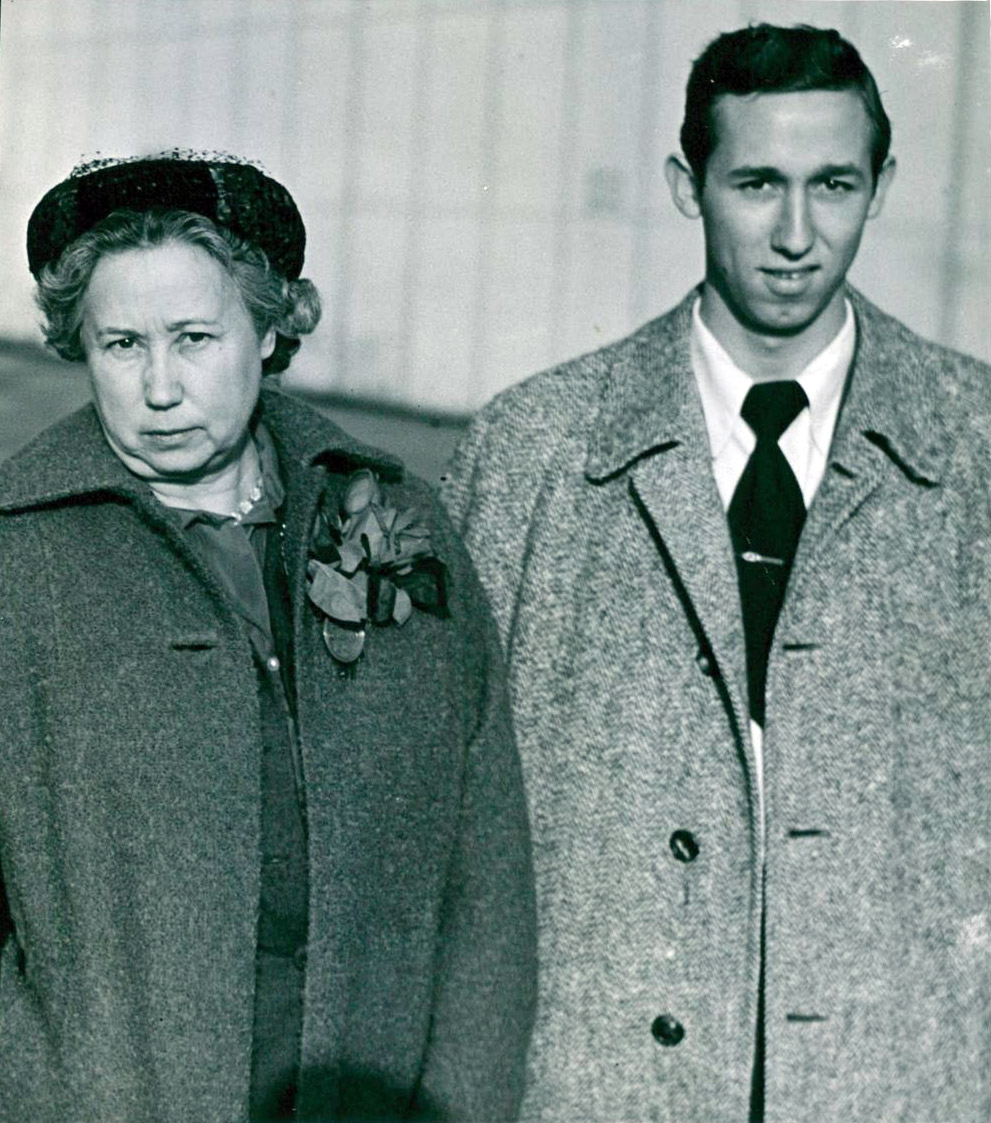
小洛伊與母親, 1951年於瑞典

小洛伊·迪士尼生於加州洛杉磯, 為埃德娜(Edna，婚前姓弗朗西斯(Francis); 1890-1984)與洛伊·奥利弗·迪士尼(1893-1971)唯一的兒子,也是华特·迪士尼的侄子。他於1951年畢業於波莫納學院，就業後首份工作是為华特迪士尼公司（當時名為華特迪士尼製作公司，Walt Disney Productions）擔任助理導演和《真實生活冒險》(True-Life Adventure)的製片人。他一直持續為家族企業奮鬥，直到1967年被選入公司董事會成員。

## 第一次"拯救迪士尼"行動(1984)
小洛伊於1977年辭去華特迪士尼製作公司（Walt Disney Productions）高層主管職位，因為他對公司決策存在分歧。正如他後來聲稱的那樣:“我只是覺得創造性對公司已不會產生任何有趣成效，這非常令人沉悶。”

雖然如此他仍在董事會中保留了一個席位，直到1984年他在公司收購戰中辭職。這次辭職開始了一系列事件，最終導致弗蘭克·威爾斯（Frank Wells）與麥可·艾斯納分別相繼取代羅納德·威廉·米勒（Ronald William Miller）(华特長女黛安娜·瑪麗·迪士尼（Diane Marie Disney)的丈夫，也就是自己的大堂妹夫)的總裁兼執行長職務。雖然投資者試圖惡意收購（hostile takeover）迪士尼，甚至加以拆解出售資產。後來洛伊使用白武士方式遏止了這一切。事件平息後他轉任成為華特迪士尼動畫工作室（當時名為華特迪士尼動畫長片公司，Walt Disney Feature Animation）（直譯）董事長直至退休。

## 逝世
小洛伊於2009年12月16日在加州新港灘霍格長老紀念醫院（Hoag Memorial Hospital）因胃癌逝世。享年79歲, 正好就在80歲生日前三星期，此前一年來持續與病魔奮鬥。迪士尼訃文指出，葬禮後洛伊的遺體將被火化，骨灰將被撒入太平洋。

## 外部連結
- 洛伊·E·迪士尼在互联网电影资料库（IMDb）上的資料（英文）
- 在Find a Grave上的洛伊·E·迪士尼